# Rutas Turísticas Nacionales en Noruega

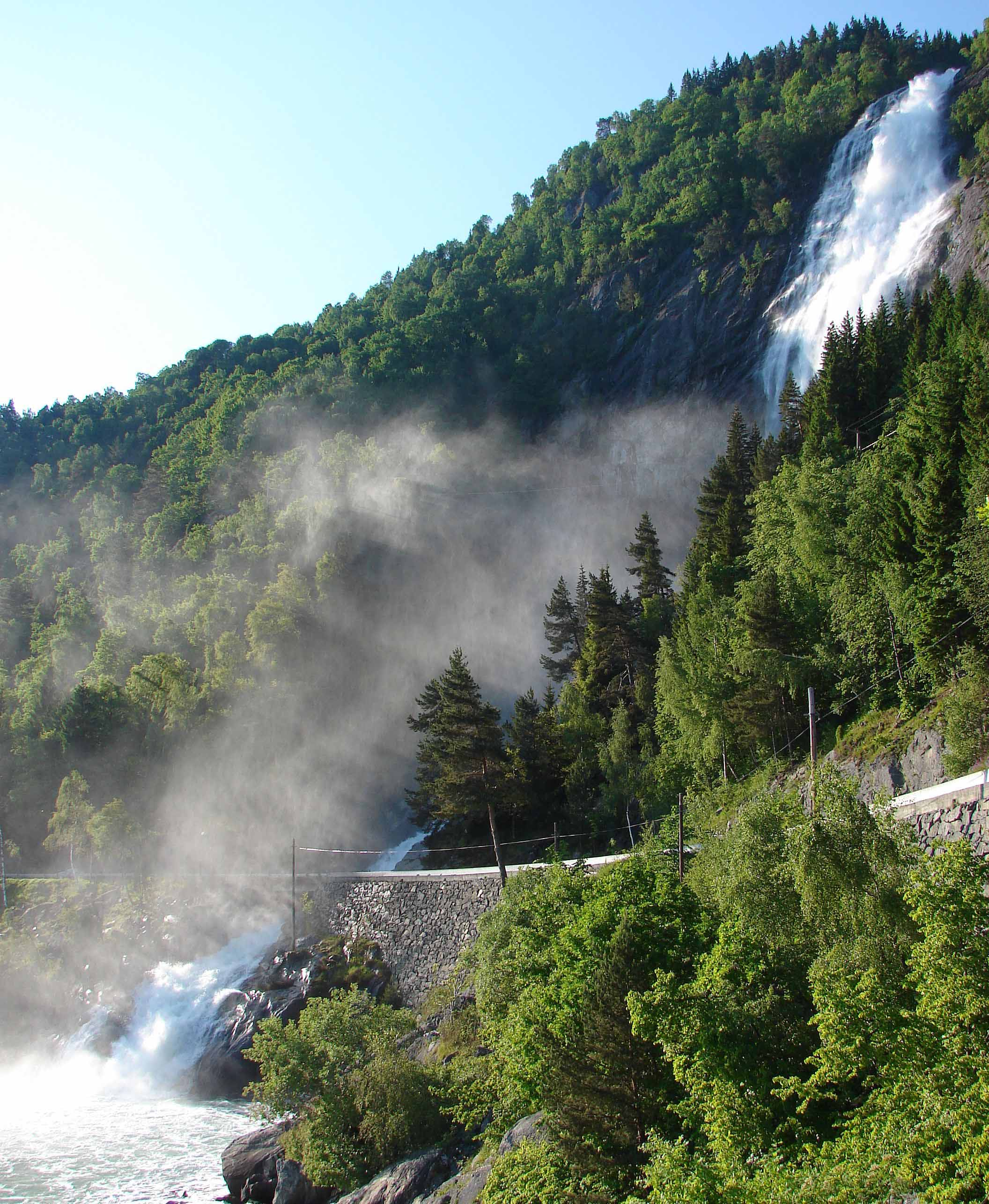
Carretera de condado 55 pasa de largo Kvinnafossen.

Rutas Turísticas nacionales (noruego: ) Se designaron dieciocho carreteras por la Administración de Carreteras Pública en Noruega para su paisaje pintoresco y turístico y con su infraestructura, como paradas de descanso y puntos de vista. Las rutas cubren 1,850 kilómetros (1,150 mi) y está localizado a lo largo de la Costa Del oeste, en Noruega Del norte y en las montañas de en noruego: Nasjonale turistveger Del sur. Las autoridades han coordinado el establecimiento de alojamiento, actividades culturales, venta de comida, venta de artesanías y experiencias naturales a lo largo de las carreteras turísticas. El objetivo global del proyecto es  aumentar el turismo en las áreas rurales a través de las carreteras.
El proyecto empezado en 1994  era inicialmente limitado a Sognefjellsvegen, Gamle Strynefjellsveg, Hardanger y el Helgeland Ruta de Costa. Estos eran oficialmente designados Rutas Turísticas Nacionales en 1997, y al año siguiente, Storting decidió expandir el proyecto. Los municipios pidieron que se nominaran carreteras, resultando en 52 candidatos que cubren 8,000 kilómetros (5,000 mi). Dieciocho rutas estuvieron seleccionadas en 2004, con el objetivo de completar y actualizar lo necesario,oficialmente se abrió  Rutas Nacional Turísticas por 2015. la actualización está estimadoen el costo de 800 millones noruego kroner (ca. €100 millones). Esto incluye construir un lugar de descanso con estacionamiento,  puntos de vista, y despejando el área de vegetación. El objetivo de la Administración de Carreteras Pública es que el uso de este diseño mejorara la experiencia de los visitantes. Mientras la mayoría de la arquitectura ha sido diseñada por noruegos jóvenes,la  francesa americana Louise Bourgeois  y el suizo Peter Zumthor han diseñado paradas en Varanger y Ryfylke. Las obras de arte han sido instaladas en  puntos de vista seleccionados, incluyendo un  artista americano Mark Dion. Todas las  rutas estuvieron señalizadas y oficialmente designados en 2012. Aquel año, la revista de arquitectura Topos otorgó al proyecto un premio especial para su uso de arquitectura, y particularmente señaló que era un enfoque del sector público  en el diseño estético.
Dos rutas constituyen parte de la Internacional E-red de carretera: E10 a través de Lofoten y E75 y a través de Varanger. Camino de paso de la montaña, como Sognefjellsvegen, Valdresflye y Trollstigen, están cerradas durante el invierno. Ambas secciones del Helgeland Ruta de Costa tienen dos transbordadores en ellos, mientras  hay un transbordador en Geiranger@–Trollstigen y tres en cada una de  las rutas a través de Ryfylke y Hardanger. Las rutas Andoya y Senja  están conectadas vía el Andenes@–Gryllefjord Transbordador.

La siguiente lista es de Rutas Turísticas Nacionales en Noruega que han abierto oficialmente o han sido aprobadas y están bajo actualización.  Contiene el nombre de la carretera, el inicio y final de la ruta, el condado o los condados que atraviesa las  ruta, el número de camino que sigue la ruta, la longitud de la carretera y una descripción.